# Leonid Yudasin
Leonid Yudasin é um jogador de xadrez de Israel com participação nas Olimpíadas de xadrez de 1990 a 1996. Pela União Soviética, Yudasin conquistou a medalha de bronze por performance individual no tabuleiro reserva em 1990 e a medalha de ouro por equipes. Por Israel, participou das edições de 1994 e 1996. Participou também do Torneio de Candidatos de 1993, sendo eliminado nas quartas de final por Vassily Ivanchuk e do Torneio de Candidatos de 1995 (FIDE), sendo eliminado nas quartas de final por Vladimir Kramnik.